# The Beast Within (película de 2024)
The Beast Within es una película de terror británica, dirigida por Alexander J. Farrell, escrita por Greer Ellison junto a Farrell, y protagonizada por Kit Harington, Ashleigh Cummings, James Cosmo y Caoilinn Springall. 
Está parcialmente basada en la novela homónima de Edward Levy. La cinta será distribuida por Well Go USA Entertainment y se estrenó el 26 de julio de 2024 en Estados Unidos.

## Sinopsis
Willow de 10 años comienza a cuestionar su inusual vida en la Inglaterra rural, mientras su padre sufre los efectos de una posesión maligna que lo convierten en un ser cruel y violento.

## Reparto
- Kit Harington[3]
- Ashleigh Cummings[3]
- Caoilinn Springall como Willow[3]
- James Cosmo[3]
- Ian Giles como William[3]
- Adam Basil[3]
- Miriam Arabella Maslin[3]

## Producción

### Desarrollo
La cinta fue producida por Alex Chang de Paradox House, Sebastian Street de Future Artist Entertainment, Jordan Wagner de Wagner Entertainment y Jack Christian de Filmology Finance en asociación con Ill Luxury Company. Otros productores son Ryan Hamilton y Martin Owen. Alexander J. Farrell fue seleccionado como el director de la cinta y marcando así su debut tras la cámara. 
Los actores Kit Harington, Ashleigh Cummings, James Cosmo y la joven Caoilinn Springall fueron elegidos para interpretar a los personajes principales. La música será compuesta por Jack Halama y Nathan W. Klein. Daniel Katz fungió como director de fotografía. 